# Baldwin Village

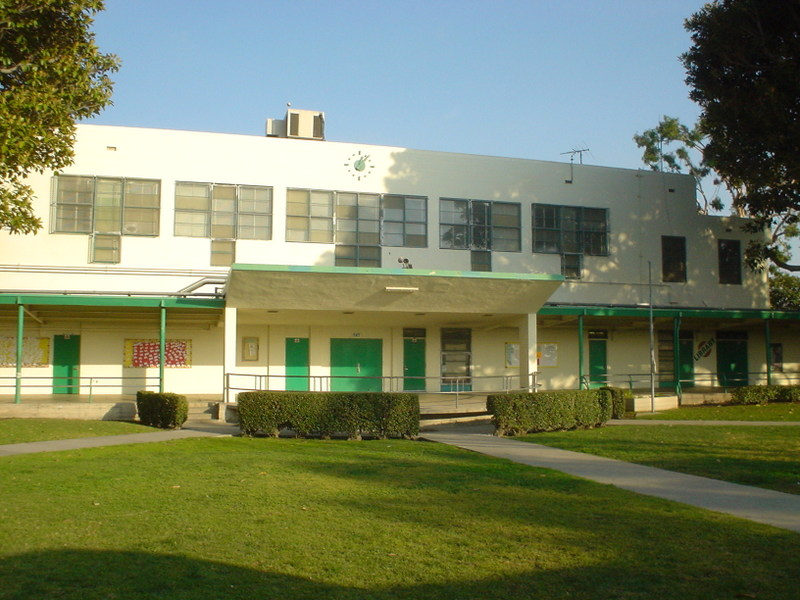
Die Dorsey High School in Baldwin Village

Baldwin Village ist offiziell ein Teil von Crenshaw und grenzt an das wohlhabende Baldwin Hills. Aufgrund der üppigen Vegetation aber vor allem aufgrund seiner hohen Kriminalitätsrate auch „the Jungle“ (der Dschungel) genannt.
Baldwin Village ist das Quartier zahlreicher Gangs und ist das Zuhause der meisten Mitglieder des Black P. Stones, einer Gang die ihren Ursprung in Chicago hat. Als eines der unsichersten Regionen der Stadt Los Angeles, wird sie von den meisten Bürgern gemieden.
In direkter Nachbarschaft von Baldwin Village liegt Baldwin Hills, eines der wohlhabendsten schwarzamerikanischen Wohnviertel der USA.

## Bildung
Baldwin Village liegt im Los Angeles Unified School District. Außerdem besitzt der Stadtteil mit der Dorsey High School eine eigene High School.